# Milan Mitić
Milan Mitić (n. 22 ianuarie 1984, Belgrad, RS Serbia, RSF Iugoslavia) este un fotbalist sârb care evoluează în prezent la echipa din , . De-a lungul carierei a mai evoluat la FC Drobeta Turnu Severin, CSM Politehnica iași și FC Universitatea Craiova.